# Jagdgeschwader 134 »Horst Wessel«
Jagdgeschwader 134 »Horst Wessel« (dobesedno slovensko: Lovski polk 134 »Horst Wessel«; kratica JG 134) je bil lovski letalski polk (Geschwader) v sestavi nemške Luftwaffe.

## Organizacija
- štab
- I. skupina
- II. skupina
- III. skupina
- IV. skupina

## Vodstvo polka
Poveljniki polka (Geschwaderkommodore)
- Oberstleutnant Kurt-Bertram von Döring: 1. april 1936